# Глюк, Фемистокл
Фемистокл Глюк (нем. Themistocles Gluck; 1853—1942) — немецкий медик, врач-хирург, профессор, автор ряда научных трудов по медицине; член Corps Saxonia Leipzig (с 1874 года).

## Биография
Фемистокл Глюк родился 30 ноября 1853 года в городе Яссы в семье врача.
После окончания гимназии получил медицинское образование в университетах Лейпцига и Берлина; а с 1878 года был ассистентом в университетской клинике последнего.
Во время  русско-турецкой войны (1877—1878) Фемистокл Глюк заведовал бараками румынской королевы.
В 1885—1886 гг. по поручению центрального комитета Красного Креста находился во главе специального отряда в Болгарии.
С 1890 году стал директором хирургического отделения детской больницы императора Фридриха в столице Германии.
Фемистокл Глюк умер 25 апреля 1942 года в городе Берлине.
Основные научные работы Ф. Глюка посвящены пластической хирургии и экстирпации органов.

## Избранная библиография
- «Ueber Transplantation, Regeneration und entzündliche Neubildung»,
- «Ueber Muskel- und Sehnen-Plastik» («Langenbecks Archiv», 1881),
- «Ueber Exstirpation v. Organen» (там же, 1882), «Autoplastik» (1890),
- «Ziele und Probleme d. plastischen Chirurgie» (1898),
- «Kehlkopfchirurgie und Laryngoplastik»,
- «Ueber Lungenchirurgie»,
- «Die Invaginationsmethode der Osteo- und Arthroplastik» (1890),
- «Autoplastik– Transplantation - Implantation von Fremdkörpern» (1890),
- «Die Entwickelung der Lungenchirurgie» (1907).